# Pine Hills
Pine Hills és una concentració de població designada pel cens dels Estats Units a l'estat de Califòrnia. Segons el cens del 2000 tenia 3.108 habitants.

## Demografia
Segons el cens del 2000, Pine Hills tenia 3.108 habitants, 1.199 habitatges, i 888 famílies. La densitat de població era de 117,8 habitants/km².
Dels 1.199 habitatges en un 33,1% hi vivien nens de menys de 18 anys, en un 62,5% hi vivien parelles casades, en un 8,1% dones solteres, i en un 25,9% no eren unitats familiars. En el 19,1% dels habitatges hi vivien persones soles el 6,6% de les quals corresponia a persones de 65 anys o més que vivien soles. El nombre mitjà de persones vivint en cada habitatge era de 2,59 i el nombre mitjà de persones que vivien en cada família era de 2,94.
Per edats la població es repartia de la següent manera: un 25% tenia menys de 18 anys, un 7,3% entre 18 i 24, un 25,9% entre 25 i 44, un 29,6% de 45 a 60 i un 12,2% 65 anys o més.
L'edat mitjana era de 40 anys. Per cada 100 dones de 18 o més anys hi havia 93,7 homes.
La renda mitjana per habitatge era de 43.527 $ i la renda mitjana per família de 49.000 $. Els homes tenien una renda mitjana de 36.746 $ mentre que les dones 30.735 $. La renda per capita de la població era de 20.786 $. Entorn del 6,8% de les famílies i el 9,6% de la població estaven per davall del llindar de pobresa.

## Poblacions més properes
El següent diagrama mostra les poblacions més properes.